# New Yorker Erklärung für Flüchtlinge und Migranten
Die New Yorker Erklärung für Flüchtlinge und Migranten (englisch: New York Declaration for Refugees and Migrants), die auch kurz als New Yorker Erklärung bezeichnet wird, ist eine Resolution der UNO-Generalversammlung, welche am 19. September 2016 von den 193 Mitgliedsländern einstimmig angenommen wurde.
Sie befasst sich mit der Frage, wie die internationale Gemeinschaft am besten mit dem wachsenden globalen Phänomen großer Flüchtlings- und Migrationsströme umgehen soll.
Diesbezüglich wurde festgehalten: Im Jahr 2015 gab es mehr als 244 Millionen Migranten, und ihre Zahl wächst schneller als die Weltbevölkerung. Doch gibt es auch etwa 65 Millionen Vertriebene, davon mehr als 21 Millionen Flüchtlinge, 3 Millionen Asylsuchende und über 40 Millionen Binnenvertriebene.
Wesentliche Teile der New Yorker Erklärung sind die Erstellung eines umfassenden Rahmenplans für Flüchtlingshilfemaßnahmen einerseits, der den ersten Teil des Globalen Pakts für Flüchtlinge (UNO-Flüchtlingspakt) bildet, und eines komplementären Globalen Pakts für sichere, geordnete und reguläre Migration (UNO-Migrationspakt) andererseits. Dadurch sollen die bestehenden internationalen Verpflichtungen verstärkt und gleichzeitig eine bessere weltweite Koordination und Kooperation sichergestellt werden.
Die Unterzeichnerstaaten bekräftigten darin ihre Verpflichtung, die Menschenrechte von Flüchtlingen und Migranten im vollen Umfang zu respektieren und sagten Unterstützung für Länder zu, die von großen Fluchtbewegungen betroffen sind.
Diese Resolution gehört zur Umsetzung der gesetzten Ziele in der UNO-Agenda 2030 für nachhaltige Entwicklung (englisch: Transforming our world: the 2030 Agenda for Sustainable Development)

## Hintergrund
Am 1. Januar 2016 wurden die von der UNO im Jahr 2000 gesetzten Millenniums-Entwicklungsziele (engl. Millennium Development Goals, MDG) durch das Abkommen der UNO-Agenda 2030 für nachhaltige Entwicklung ersetzt, in welcher das Ziel 10.7 lautet: Eine geordnete, sichere, reguläre und verantwortungsvolle Migration und Mobilität von Menschen erleichtern, unter anderem durch die Anwendung einer planvollen und gut gesteuerten Migrationspolitik.
Ausgangspunkte für die Agenda 2030 und ihre Ziele für nachhaltige Entwicklung waren zum einen die Rio-Konferenz 1992 mit der dort verabschiedeten Agenda 21, zum anderen der Millenniumsgipfel des Jahres 2000 und die im Anschluss formulierten MDGs.
Bei der UN-Konferenz für nachhaltige Entwicklung (Rio+20) im Juni 2012 griffen die Regierungen die Kritik am begrenzten Fokus der Millenniums-Entwicklungsziele auf und beschlossen, in der Agenda 2030 umfassendere Ziele für nachhaltige Entwicklung (Sustainable Development Goals, SDGs) zu formulieren.
Bereits im Jahr 2007 wurde das Globale Forum für Migration und Entwicklung (Global Forum on Migration and Development, GFMD) geschaffen.

## Gegenstand der New Yorker Erklärung
Bislang existiert als internationales Abkommen zum Umgang mit Menschen, die ihr Heimatland verlassen, nur die Genfer Flüchtlingskonvention der UNO von 1951. Sie regelt den Schutz und die Rechte von Menschen, die wegen ihrer Verfolgung aus politischen, rassischen und sonstigen Gründen in andere Länder fliehen. Die Genfer Konvention wurde in den letzten Jahrzehnten zwar nicht in ihrem Wortlaut verändert, aber in der Anwendungspraxis auf Menschen ausgeweitet, die in Folge von Kriegen und anderen Gewaltkonflikten ihre Heimat verlassen. Das gilt aktuell etwa für die rund 5,5 Millionen syrischen Flüchtlinge im Ausland. Für Menschen, die ihre Geburtsländer aus anderen Gründen emigrieren – zumeist in der Hoffnung, im Ausland Arbeit und ein besseres Leben zu finden – gab es bislang keine internationalen Regeln und Vereinbarungen. Doch die Zahl dieser Migranten ist nach UN-Angaben vom Dezember 2017 seit 2000 um 49 Prozent gestiegen auf fast 260 Millionen. Das sind rund 3,4 Prozent der Weltbevölkerung.
Große Flüchtlings- und Migrantenströme haben politische, wirtschaftliche, soziale, entwicklungsbezogene, humanitäre und menschenrechtliche Auswirkungen, die alle Grenzen überschreiten. Es handelt sich um globale Phänomene, die globale Herangehensweisen und globale Lösungen erfordern. Kein Staat kann derartige Ströme im Alleingang bewältigen. Nachbar- oder Transitländer, zumeist Entwicklungsländer, sind unverhältnismäßig stark betroffen. Ihre Kapazitäten werden in vielen Fällen bis aufs Äußerste beansprucht, was sich auf ihre eigene soziale und wirtschaftliche Kohäsion und Entwicklung auswirkt.
Hinzu kommt, dass Langzeitflüchtlingskrisen heute an der Tagesordnung sind, mit den entsprechenden Langzeitfolgen für die Beteiligten und ihre Aufnahmeländer und -gemeinschaften. Es bedarf größerer internationaler Zusammenarbeit zur Unterstützung der Aufnahmeländer und -gemeinschaften.
Große Flüchtlings- und Migrantenströme müssen von umfassender politischer Unterstützung, Hilfe und Schutz im Einklang mit den völkerrechtlichen Verpflichtungen der Staaten begleitet werden.
Flüchtlinge oder Migranten zu verteufeln rüttelt an den Grundfesten der Würde und Gleichheit aller Menschen – Werte, denen sich die Vereinten Nationen, der Wiege und Hüterin dieser universellen Werte, verpflichtete, missbilligt zutiefst alle Erscheinungsformen von Fremdenfeindlichkeit, Rassendiskriminierung und Intoleranz. Die Vereinten Nationen werde eine Reihe von Schritten unternehmen, um derartigen Einstellungen und Verhaltensweisen entgegenzuwirken, insbesondere gegenüber Hasskriminalität, Verhetzung und rassistischer Gewalt.
Auch wenn ihre Behandlung separaten Rechtsrahmen unterliegt, haben Flüchtlinge und Migranten dieselben allgemeinen Menschenrechte und Grundfreiheiten.
Alle Flüchtlinge und Migranten sind Träger von Rechten. Namentlich erwähnt sind die Ziele und Grundsätze der Charta der Vereinten Nationen, die Allgemeine Erklärung der Menschenrechte und die grundlegenden internationalen Menschenrechtsverträge.
Flüchtlinge und Migranten haben Anspruch auf dieselben allgemeinen Menschenrechte und Grundfreiheiten, die stets geachtet, geschützt und gewährleistet werden müssen. Dennoch handelt es sich bei ihnen um verschiedene Gruppen, die separaten Rechtsrahmen unterliegen. Lediglich Flüchtlinge haben ein Anrecht auf den spezifischen internationalen Schutz, den das internationale Flüchtlingsrecht vorsieht.
Anhang I enthält einen umfassenden Rahmenplan für Flüchtlingshilfemaßnahmen und benennt Maßnahmen zur Erreichung eines globalen Paktes für Flüchtlinge im Jahr 2018, während in Anhang II Maßnahmen zur Erreichung eines globalen Paktes für eine sichere, geordnete und reguläre Migration im Jahr 2018 dargelegt sind. Der Rahmenplan des Anhang I stellt den ersten Teil des Globalen Pakts für Flüchtlinge dar.

## Umsetzung der New Yorker Erklärung
Der Hohe Flüchtlingskommissar der Vereinten Nationen wurde beauftragt, basierend auf dem im Anhang I der New Yorker Erklärung aufgeführten Rahmenplan für Flüchtlingshilfemaßnahmen einen Entwurf eines globalen Paktes für Flüchtlinge zu schaffen, damit dieser an der Generalversammlung im Jahr 2018 behandelt werden kann.
Basierend auf den im Anhang II der New Yorker Erklärung aufgeführten Maßnahmen zur Erreichung eines globalen Paktes für eine sichere, geordnete und reguläre Migration, wurde der UNO-Migrationspakt vom UNO-Botschaftern der Schweiz und Mexikos und der Sonderbeauftragten für Internationale Migration, Louise Arbour, im Auftrag des Präsidenten der UN-Generalversammlung zwischen Frühjahr 2017 und Sommer 2018 und unter Einbindung der UN-Mitgliedstaaten erstellt.
Damit dieser dann auf einer zwischenstaatlichen Konferenz im Jahr 2018 angenommen werden kann.
Aufgrund der Annahme des UNO-Flüchtlingspakts wird ab 2019 zur Koordination alle vier Jahre in Genf ein Globales Flüchtlingsforum (Global Refugee Forum) hochrangiger Beamter tagen, bei dem Regierungen Hilfsvorschläge einbringen, finanzielle und andere Zusagen machen. Zusagen und Beiträge würden durch jeden Staat selbst bestimmt werden können. Dazu wird der Hochkommissar einen Jahresbericht zuhanden der Generalversammlung erstellen.
Der UNHCR arbeitet mit den Mitgliedsstaaten, dem Sonderbeauftragten des UN-Generalsekretärs für Migrationsfragen, IOM und dem UN-Sekretariat zusammen, um sicherzustellen, dass es eine Kohärenz und Eindeutigkeit zwischen den beiden Pakten gibt. Dies betrifft vor allem themenübergreifende Bereiche wie Menschenschmuggel, Seenotrettung und Datenanalysen.

### UNO-Migrationspakt
Der Anhang II der New Yorker Erklärung sind Maßnahmen zur Erreichung eines globalen Paktes für eine sichere, geordnete und reguläre Migration im Jahr 2018 dargelegt, den UNO-Migrationspakt.
Es ist das erste zwischenstaatlich, unter der Schirmherrschaft der Vereinten Nationen, ausgehandelte Abkommen, welches alle Dimensionen internationaler Migration ganzheitlich und umfassend regelt.
Der Pakt enthält eine Reihe von Grundsätzen und Verpflichtungen zwischen den Mitgliedstaaten zur internationalen Migration. So sollen die Voraussetzungen für eine sichere, geordnete und reguläre Migration geschaffen werden.
Dieser Pakt umfasst drei Kernziele:
1. Die Neuausrichtung der nationalen Entwicklungspolitik und internationalen Entwicklungszusammenarbeit in Bezug auf Migration.
2. Die Stärkung der internationale Zusammenarbeit gegen Schleuser und Menschenhändler und der Schutz ihrer Opfer.
3. Die Aufforderung an alle Staaten weltweit, die Möglichkeiten legaler Migrationswege auszuweiten.

Der UNO-Migrationspakt ist der erste globale Rahmen für ein gemeinsames Konzept für die internationale Migration in allen seinen Formen wurde am 10. Dezember 2018 an der Generalversammlung der Vereinten Nationen im marokkanischen Marrakesch mit 152 Stimmen bei 12 Stimmenthaltungen und 5 Gegenstimmen angenommen, 24 Mitgliedstaaten nahmen an der Konferenz nicht teil.

### UNO-Flüchtlingspakt
Der Anhang I der New Yorker Erklärung, enthält einen umfassenden Rahmenplan für Flüchtlingshilfemaßnahmen und benennt Maßnahmen zur Erreichung eines globalen Paktes für Flüchtlinge im Jahr 2018.
Dieser Pakt umfasst vier zentrale Ziele:
1. Den Druck auf die Aufnahmeländer mindern.
2. Die Eigenständigkeit und Widerstandsfähigkeit von Flüchtlingen fördern.
3. Den Zugang zu Resettlement und anderen humanitären Aufnahmeprogrammen in Drittstaaten ausweiten.
4. Die Bedingungen fördern, die eine Rückkehr in das Heimatland in Sicherheit und Würde ermöglichen.

Am 17. Dezember wurde der Flüchtlingspakt an der UN-Vollversammlung in New York von 181 der 193 Mitgliedstaaten angenommen.

## Unterscheidung von Flüchtlingen und Migranten in den Pakten
Da es Überschneidungen gibt und zu Verwechslungen kommt, z. B. ‘’Wegen der Flüchtlingskrise in Europa ab 2015 sei der UNO-Migrationspakt erstellt worden‘’ oder ‘’der UNO-Flüchtlingspakt falle unter Migrationspolitik, Einwanderung und Recht‘’, veröffentlichte die UNO eine Definition.

### Unterscheidung durch die UNO
- Flüchtlinge sind Personen, die sich aus Gründen der gefürchteten Verfolgung, des Konflikts, der gewaltsamen Gewalt oder anderer Umstände, die die öffentliche Ordnung ernsthaft beeinträchtigt haben, außerhalb ihres Herkunftslandes befinden und internationalen Schutz benötigen. Die Definition von Flüchtlingen findet sich in der Genfer Flüchtlingskonvention von 1951 und den regionalen Flüchtlingsinstrumenten sowie im Statut[36] des Hohen Flüchtlings-kommissar der Vereinten Nationen.[35]
- Zwar gibt es keine formale rechtliche Definition eines internationalen Migranten, aber die meisten Experten sind sich einig, dass ein internationaler Migrant jemand ist, der sein Land, in dem er seinen gewöhnlichen Aufenthalt hat, unabhängig von dem Migrationsgrund oder dem rechtlichen Status ändert. Im Allgemeinen wird zwischen kurzfristiger oder vorübergehender Migration, die Bewegungen mit einer Dauer zwischen drei und zwölf Monaten um-fasst, und langfristiger oder dauerhafter Migration, die sich auf einen Wohnortwechsel von einem Jahr oder mehr beziehen, unterschieden.[35]

Detailliertere Angaben sind auf der Website der UNO unter ‘Refugees’ and ‘Migrants’ – Frequently Asked Questions (FAQs)
Die UNO-Flüchtlingshilfe Deutschland beantwortet diese Frage mit:
- Der Flüchtlingspakt und der Migrationspakt wurden beide durch die New Yorker Erklärung beschlossen. Doch haben beide wenig miteinander zu tun.
- In beiden Pakten werden Migranten inhaltlich klar von Flüchtlingen unterschieden.
- Die Verhandlungen zum Migrationspakt ist ein von UN-Mitgliedstaaten geleiteter Prozess unter Führung von Mexiko und der Schweiz.
- Für den Pakt für Flüchtlinge wurde der UNHCR beauftragt, den Konsultationsprozess mit den Staaten zu leiten und in enger Abstimmung mit ihnen ein Konsensdokument zu entwickeln.

### In der New Yorker Erklärung
Auch wenn ihre Behandlung separaten Rechtsrahmen unterliegt, haben Flüchtlinge und Migranten dieselben allgemeinen Menschenrechte und Grundfreiheiten. Zudem sehen sie sich vielen gemeinsamen Problemen gegenüber und sind ähnlichen Risiken ausgesetzt, auch im Rahmen großer Menschenströme.
Es wurde sowohl ein Paket von Verpflichtungen, welche sowohl auf Flüchtlinge als auch auf Migranten anwendbar sind, als auch jeweils ein auf Flüchtlinge und ein auf Migranten anwendbares Paket von Verpflichtungen angenommen.

### Im UNO-Migrationspakt
Gemeinsam bilden die beiden Globalen Pakte komplementäre internationale Kooperationsrahmen, deren jeweilige Mandate entsprechend der New Yorker Erklärung für Flüchtlinge und Migranten zu erfüllen sind, in der anerkannt wird, dass Migranten und Flüchtlinge sich vielen gemeinsamen Problemen gegenübersehen und ähnlichen Risiken ausgesetzt sind.
Flüchtlinge und Migranten haben Anspruch auf dieselben allgemeinen Menschenrechte und Grundfreiheiten, die stets geachtet, geschützt und gewährleistet werden müssen. Dennoch handelt es sich bei ihnen um verschiedene Gruppen, die separaten Rechtsrahmen unterliegen. Lediglich Flüchtlinge haben ein Anrecht auf den spezifischen internationalen Schutz, den das internationale Flüchtlingsrecht vorsieht.

### Im UNO-Flüchtlingspakt
Er beruht auf dem internationalen Flüchtlingsschutzsystem, dessen Kern das Kardinalprinzip der Nichtzurückweisung und die Genfer Flüchtlingskonvention von 1951 und ihr Protokoll von 1967 ausmachen. Einige Regionen haben darüber hinaus spezifische Übereinkünfte geschlossen, die auf ihre jeweilige Situation Anwendung finden.
Der Globale Pakt orientiert sich an den einschlägigen internationalen Menschenrechtsübereinkünften, dem humanitären Völkerrecht sowie anderen internationalen Übereinkünften, soweit anwendbar. Er wird ergänzt durch Übereinkünfte zum Schutz Staatenloser.

### Flüchtlingsdefinition in der Genfer Flüchtlingskonvention
Die Genfer Flüchtlingskonvention von 1951 ist die Grundlage des internationalen Flüchtlingsrechts, welches am 31. Januar 1967 durch das Protokoll über die Rechtsstellung der Flüchtlinge ergänzt wurde.
Artikel 1 der Genfer Flüchtlingskonvention definiert einen Flüchtling als Person, die sich außerhalb des Landes befindet, dessen Staatsangehörigkeit sie besitzt oder in dem sie ihren ständigen Wohnsitz hat, und die wegen ihrer Rasse, Religion, Nationalität, Zugehörigkeit zu einer bestimmten sozialen Gruppe oder wegen ihrer politischen Überzeugung eine wohlbegründete Furcht vor Verfolgung hat und den Schutz dieses Landes nicht in Anspruch nehmen kann oder wegen dieser Furcht vor Verfolgung nicht dorthin zurückkehren kann.

## Kritik
Diese beiden Pakte sind keine völkerrechtlichen Verträge mit verbindlichen Verpflichtungen für die Unterzeichnerstaaten. Sie stellen vielmehr ein operatives Instrument dar, um die internationale Zusammenarbeit und Koordination zwischen den Mitgliedsstaaten zu fördern. Sie formulieren lediglich Ziele und Absichten, auf die sich die Staaten verständigt haben. Wie diese Ziele umgesetzt würden, steht ihnen offen.
Sowohl der UNO-Flüchtlingspakt als auch der UNO-Migrationspakt sind laut Präambel rechtlich nicht bindend, somit nicht justitiabel. Womit sich weder Flüchtlinge noch Migranten bei einer Klage vor Gericht auf diese Pakte berufen können.
Soft Law Instrumente, somit Rechtsinstrumente die nicht direkt durchsetzbar sind, gelten in Europa als wenig aussagekräftig beziehungsweise sind sie selten handlungsleitend. Hier setzt auch regelmäßig die Kritik an dem Prozess an: die Zielsetzung (lediglich) eines globalen Paktes ohne rechtlich bindenden Charakter könne nur sehr wenig zum weltweiten Schutz der Flüchtlinge und Migranten beitragen, somit unbehelflich.
Der UNO-Migrationspakt führte in den Einwanderungsländern zu heftigen öffentlichen Diskussionen, da er nicht bindend ist und gleichzeitig die Ziele explizit als Verpflichtung formuliert wurden («wir verpflichten uns»). Es wurde befürchtet, der Pakt könne zu einem späteren Zeitpunkt völkerrechtlich verbindlich werden, wodurch sie ihre nationale Souveränität verlieren würden.